# 23 brumaire
23 vendémiaire 23 frimaire
Le tridi 23 brumaire, officiellement dénommé jour de la Garance, est le 53e jour de l'année du calendrier républicain. Il reste 312 jours avant la fin de l'année, 313 en cas d'année sextile.
C'était généralement le 13e jour du mois de novembre dans le calendrier grégorien.

## Événements
- An IV : 14 novembre 1795
  - Charles-François Bourgeois est nommé chef de brigade à l'armée de l'Ouest

## Naissances
- An XIV : 14 novembre 1805
  - Fanny Mendelssohn, compositrice allemande († 14 mai 1847).